# Stadio Dinamo (Minsk)
Lo stadio Dinamo (Стадыён «Дынама») è un impianto sportivo calcistico di Minsk utilizzato in modo particolare dal Minsk e dalla Nazionale bielorussa.

## Storia
Lo stadio è stato aperto nel 1934, ma fu distrutto durante la Seconda guerra mondiale e ricostruito nel 1954. Lo stadio ha ospitato varie competizioni calcistiche tra cui alcune partite delle Olimpiadi del 1980 in particolare un quarto di finale tra Jugoslavia e Algeria conclusosi 3-0; è anche utilizzato dalla Dinamo Minsk e dal BATE Borisov per le partite di Champions League ed Europa League vista la ridotta capienza degli stadi di appartenenza.
È stato ristrutturato tra il 2012 e il 2018 riducendo la capienza dai circa 40.000 a poco più di 20.000 posti.

## Partite delle Olimpiadi 1980
- Algeria -  Siria 3-0 (Fase a gironi)
- Spagna -  Siria 0-0 (Fase a gironi)
- Spagna -  Algeria 1-1 (Fase a Gironi)
- Jugoslavia -  Algeria 3-0 (Quarti di finale)[1]